# سارا (سحلية)
سارا (الاسم العلمي: Saara) وتسمى أيضاً السحلية ذات الذيل الشوكي هي جنس من السحالي التي تنتمي إلى أسرة الضباب والتي تنتشر في جنوب غرب آسيا، إيران، والباكستان وشمال غرب الهند.